# Burg Gürzenich
Die Burg Gürzenich stand im Dürener Stadtteil Gürzenich in Nordrhein-Westfalen. Zum Zeitpunkt der Entstehung lag die Niederungsburg an der Ostgrenze des Herzogtums Jülich zu den Besitzungen des Erzstifts Köln. Ihre wenigen heute noch erhaltenen Mauerreste sind in einer Hofanlage des 19. Jahrhunderts verbaut, die seit dem 8. Oktober 1986 unter Denkmalschutz steht.

## Geschichte

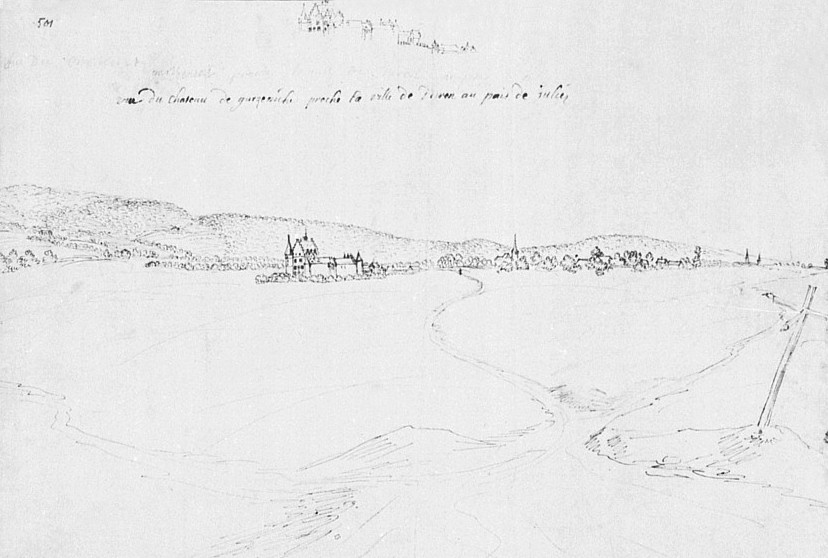
Burg Gürzenich auf einer Zeichnung von Renier Roidkin

Die von Gürzenich waren im Mittelalter ein mächtiges Ministerialengeschlecht, das umfangreichen Grundbesitz in Köln besaß, unter anderem an der Stelle, wo 1441 mit dem Bau des städtischen Fest- und Tanzhauses begonnen wurde, dem nach ihnen benannte Gürzenich. Erstmals urkundlich erwähnt wird die Familie im Jahr 1143, als ein Adolf von Gürzenich in einer Urkunde des Kölner Erzbischofs Arnold I. siegelte.
Burg und Dorf Gürzenich waren ein Lehen der Jülicher Grafen, das erstmals von Caesarius von Heisterbach erwähnt wurde. Er schilderte, wie die Burg 1232 von den Rittern von Bachem überfallen und alle Bewohner niedergemacht wurden. Die Besitzerfamilie starb dadurch aus.
Im 14. Jahrhundert waren die von Echtz im Besitz der Gürzenicher Burg. 1404 kam die Hälfte der Herrlichkeit an den Hofmeister des Jülicher Herzogs Rainald, Johann Schellart, der zugleich Besitzer der Burg Obbendorf in Hambach war. Die andere Hälfte war im Besitz der Familie von Linzenich und kam durch Heirat 1523 an Dietrich von Beusdael. Dieser verkaufte um 1530 seinen Anteil an die Familie von Schellart, sodass Burg und Herrschaft wieder in einer Hand vereint waren. Zu gleicher Zeit erfolgte ein Neubau des Anwesens. Das Aussehen dieser Burganlage zeigt eine Zeichnung des Malers Renier Roidkin aus der ersten Hälfte des 18. Jahrhunderts.
1830 waren die Gebäude in einem derart ruinösen Zustand, dass sie abgerissen werden mussten.

## Beschreibung
Bei Burg Gürzenich handelte es sich um eine zweiteilige Anlage, bestehend aus einer polygonalen Vorburg mit vier Türmen und einem höheren, freistehenden Burghaus. Dieses war ein zweigeschossiger Bau mit rechteckigem Grundriss und Staffelgiebel. An seiner Rückseite stand ein Rundturm mit hohem Kegeldach. Die Stelle des Gebäudes ist heute nur noch durch Reste des rechteckigen, einstigen Grabensystems zu erkennen.
In der Hofanlage des ehemaligen landwirtschaftlichen Anwesens Kreuder befindet sich an der Süd- und Westseite altes Mauerwerk aus Bruchstein und Sandsteinquadern, das wohl Reste der ehemaligen Vorburg darstellt. Die Remise des Hofs wurde an diesen Stellen mit dem Baumaterial der ehemaligen Burg errichtet.
Zudem findet man Spolien aus Sandstein, unter anderem ein Sturzstein mit der Jahreszahl 1555, heute im Mona-Lisa-Turm im Gürzenicher Schillingspark verbaut.
Auf der zwischen 1801 und 1814 unter Jean Joseph Tranchot durchgeführten Topographische Aufnahme der Rheinlande ist noch ein Draufsicht der gesamten Burganlage eingezeichnet.